# Koncentričnost
Koncentričnost, tudi istosrediščnost objektov pomeni, da imajo ti objekti isto središče in os znotraj drug drugega. Krogi, cevi, cilindrični valji, diski, in krogle so lahko koncentrični. 
Koncentričnost krogov - dve krožnici z istim središčem in različnima polmeroma sta koncentrični.